# 12935 Zhengzhemin
12935 Zhengzhemin este un asteroid din centura principală de asteroizi.

## Descriere
12935 Zhengzhemin este un asteroid din centura principală de asteroizi. A fost descoperit pe 2 octombrie 1999 la Xinglong în cadrul programului Beijing Schmidt CCD Asteroid Program. Asteroidul prezintă o orbită caracterizată de o semiaxă mare de 2,31 ua, o excentricitate de 0,10 și o înclinație de 5,8° în raport cu ecliptica.